# Ferenc Tégla
Ferenc Tégla (Ferenc Gábor Tégla; * 15. Juli 1947 in Szegvár, Komitat Csongrád) ist ein ehemaliger ungarischer Diskuswerfer.
1966 siegte er bei den Europäischen Juniorenspielen in Odessa.
Bei den Olympischen Spielen 1968 in Mexiko-Stadt wurde er Elfter und bei den Europameisterschaften 1969 in Athen Sechster. Jeweils Siebter wurde er bei den Europameisterschaften 1971 in Helsinki und bei den Olympischen Spielen 1972 in München.
Einer Bronzemedaille bei der Universiade 1973 folgte ein neunter Platz bei den Europameisterschaften 1974 in Rom. 1975 holte er Silber bei der Universiade.
Bei den Olympischen Spielen 1976 in Montreal kam er auf den elften und bei den Europameisterschaften 1978 in Prag auf den neunten Platz.
Sechsmal wurde er Ungarischer Meister (1968–1970, 1976, 1977, 1984). Seine persönliche Bestleistung von 67,38 m stellte er am 12. Oktober 1977 in Szentes auf.